# Јован Анђелковић (фудбалер)
Јован Анђелковић (Пирот, 14. август 1942 – Ниш, 27. април 1969) је био српски и југословенски фудбалер, а играо је на позицији везног играча.

## Каријера
Фудбал је почео да игра 1958. године у ФК Раднички Пирот у којем је играо до 1962. године. Јуна 1962. године прешао је у ФК Црвена звезда, за коју је до јула 1963. године одиграо 32. утакмице и постигао 13. голова. Јануара 1964. године прешао је у ФК Раднички Ниш, за који је до препране смрти одиграо 175. утакмица и постигао 78. голова.
Био је атлетски грађен и доста брз играч, а умро је у 27. априла 1969. године у 27. години живота од рака плућа.
Играо је за све репрезентације Југославије, 4 пута за омладинску селекцију (1963–1964), једанпут за младу селекцију (1964), за коју је постигао један гол и два пута за репрезентацију Југославије - 4. септембра 1965. године у Москви против фудбалске репрезентације Совјетског Савеза (0:0) и 6. новембра 1966. године у Софији против репрезентације Бугарске (1:6).